# Панхандл (Тексас)
Панхандл (енгл. Panhandle) град је у америчкој савезној држави Тексас. По попису становништва из 2010. у њему је живело 2.452 становника.

## Демографија
Према попису становништва из 2010. у граду је живело 2.452 становника, што је 137 (5,3%) становника мање него 2000. године.
| Група             | 2000.         | 2010.         |
| Белци             | 2.300 (88,8%) | 2.146 (87,5%) |
| Афроамериканци    | 17 (0,7%)     | 14 (0,6%)     |
| Азијати           | 2 (0,1%)      | 6 (0,2%)      |
| Хиспаноамериканци | 232 (9,0%)    | 240 (9,8%)    |
| Укупно            | 2.589         | 2.452         |